# 厄兰盖姆
厄兰盖姆（法語：Heuringhem，法語發音：[øʁɛ̃ɡɛm]）是法国上法蘭西大區加来海峡省的一个市镇，属于圣奥梅尔区。

## 地理
厄兰盖姆（50°41'42"N, 2°16'57"E）面积5.79 平方千米，位于法国上法蘭西大區加来海峡省，该省份为法国北部沿海省份，西北濒北海，南至索姆省，东临北部省。
与厄兰盖姆接壤的市镇（或旧市镇、城区）包括：布朗代克、基耶斯泰德、拉坎盖姆、瓦尔德雷克、康帕涅-莱瓦尔德雷克、埃克、埃尔福。
厄兰盖姆的时区为UTC+01:00、UTC+02:00（夏令时）。

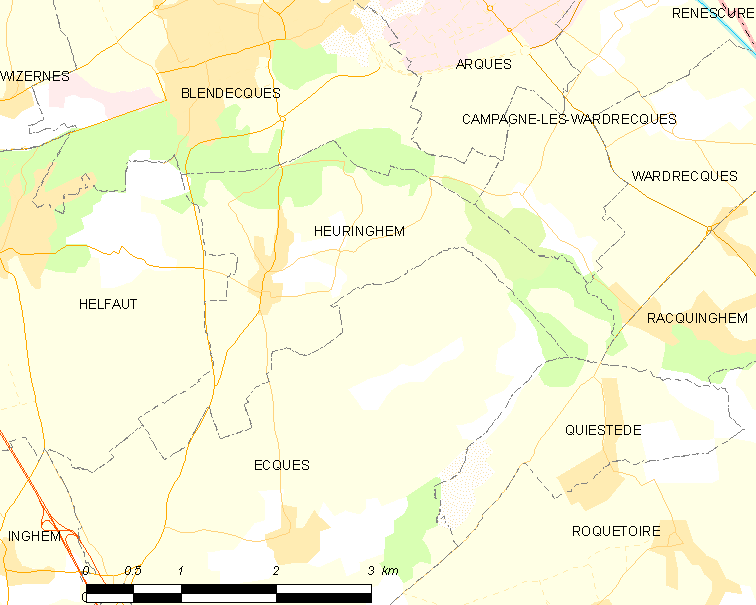
厄兰盖姆的OSM定位图

## 行政
厄兰盖姆的邮政编码为62575，INSEE市镇编码为62452。

## 政治
厄兰盖姆所属的省级选区为弗吕日县。

## 人口

1962-2008年间厄兰盖姆人口变化图示

厄兰盖姆于2022年1月1日时的人口数量为1389人。